# Kenji Johjima

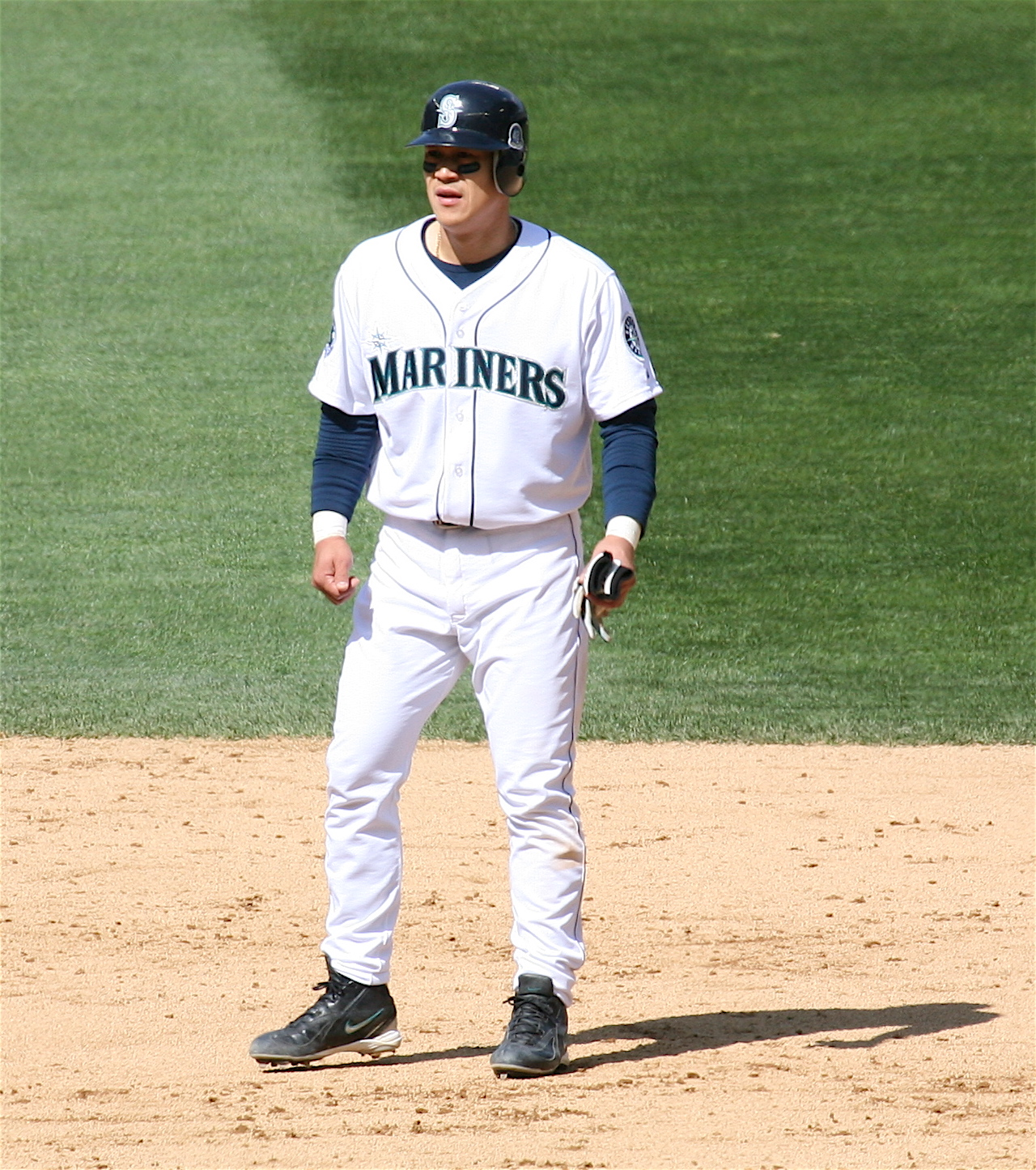
Kenji Johjima.

Kenji Johjima (Sasebo, Japón, 8 de junio de 1976) es un exjugador japonés de béisbol que solía jugar en la posición de receptor para los Marineros de Seattle en la Liga Americana de las Ligas Mayores de Béisbol, actualmente juega en la NPB con el equipo de Los Tigres de Hanshin .
El 21 de noviembre de 2005, Johjima y los Marineros de Seattle acordaron un contrato de $ 16.5 millones, por tres temporadas. Antes de firmar con los Marineros, jugó en la Liga Japonesa de Béisbol para el equipo de Fukuoka Softbank Hawks de la Liga del Pacífico, equipo que lo contrato en el año 1999. Johjima también jugó en los Juegos Olímpicos de 2004 en Atenas para Japón, además de haber participado en los 2 clásicos mundiales de béisbol que Japón ha disputado. El 25 de abril de 2008, los Marineros y Johjima acordaron una prórroga de tres años de contrato, cuyos términos no estaban inmediatamente disponibles.

## Información Personal
Nombre completo: 	 Kenji Johjima 

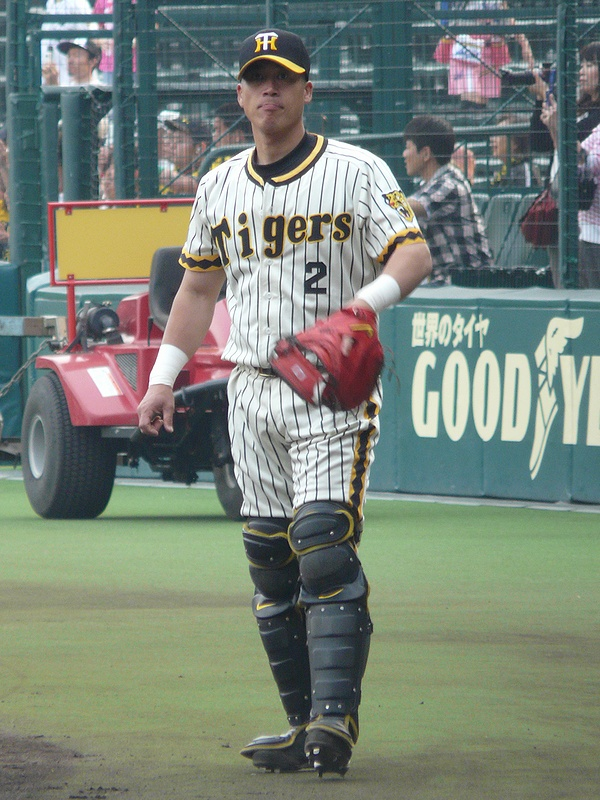
Con el uniforme de los Tigres de Hanshin, tomada en el Estadio Koshien

Fecha de nacimiento: 	 8 de junio de 1976 
Lugar de nacimiento: Sasebo, Japón
Bateo: Derecha
Lanza: Derecha 
Debut Profesional NPB: 31 de mayo de 1995 con los Halcones de Fukuoka Daiei
Debut Profesional MLB: 3 de abril de 2006, con los Marineros de Seattle
Posición: Receptor
Equipo Nacional:  Japón

## Clubes
- Fukuoka Daiei Hawks / Fukuoka Softbank Hawks (1995 - 2005) (NPB)
- Marineros de Seattle (2006- 2009)
- Hanshin Tigers (2010 hasta el presente)

## Galardones y premios
- 2003 Premio más Valioso de la Liga del Pacífico de la NPB.
- El siete veces ganador del Guante de Oro en la NPB(1999-2005).
- Seis veces seleccionado a la "Mejor novena", elegido por los cronistas deportivos de Japón (1999-2001, 2003-2005).
- Ganador cinco veces del título de bateo en NPB (1999-2001, 2003, 2004).
- Mejor jugador del mes en varias ocasiones en la NPB junio de 1999, abril de 2003, junio de 2004).
- Jugador más valioso de la Serie del Japón (1999, 2003).
- Seleccionado 8 veces al juego de las estrellas de la Nippon Professional Baseball (NPB)(1997-2001, 2003-2005).
- 2005 Obtuvo la mayoría de los votos para el juego de las estrellas de Japón.
- En los Juegos Olímpicos de 2004 obtuvo la Medalla de Bronce con la selección de Japón.
- Fue campeón en 2 oportunidades con la Selección de Japón en el clásico mundial de béisbol.

## Carrera profesional
- Fukuoka Daiei Hawks / Fukuoka Softbank Hawks

Johjima fue nombrado en la Liga del Pacífico y estuvo en el selecto grupo de jugadores "Mejor novena" por primera vez, con el Fukuoka Daiei Hawks ganó la Serie de Japón y el campeonato de la Liga del Pacífico. Bateo para .306 con 33 dobles y 17 jonrones, tercero en la liga en promedio de bateo detrás de Ichiro Suzuki y Kazuo Matsui. Él ocupó el tercer lugar en dobles y ganó su primer Guante de Oro.
En el 2000 Bateó .310, una vez más fue seleccionado en "Mejor novena". Participó en el juego de estrellas de ese año, mientras que ganaba su segundo guante de oro. 
Conecta 31 cuadrangulares y 95 carreras impulsadas en el 2001, una vez más es nombrado en el selecto grupo "Mejor novena". Fue seleccionado para el juego de estrellas y ganó por tercera vez consecutiva el Guante de Oro. Jugó un récord personal de 140 partidos. En el 2002 Johjima ganó su cuarto Guante de Oro consecutivo, mientras que bateó para .293.
Ayuda a llevar a los Hawks a otro campeonato de la Liga del Pacífico, 
fue nombrado el Jugador Más Valioso de la Liga del Pacífico en 2003. El bateó para .330 y tras dar 34 cuadrangulares y mejoró sus marca de 101 carreras anotadas, 182 hits, 39 dobles, 119 carreras impulsadas, 53 bases por bolas, y slugging de .655, porcentaje de embasado .432 . Kenji empató su mejor marca de 140 partidos jugados, mientras gana su quinto Guante de Oro, estuvo por cuarta vez seleccionado en "Mejor novena" y su jugo su sexto juego de estrellas. Lideró la Liga del Pacífico en el total de bases, segundo en hits, impulsadas, dobles y tercero en cuadrangulares y carreras.
Se perdió parte de la temporada 2004 de la liga de Japón, mientras que jugaba en los juegos Olímpicos con la selección japonesa. Pero se las arregló para dejar sus números máximos de .338 y 36 jonrones. 
Johjima fue golpeado 22 veces por lanzamientos, rompiendo la anterior marca de Ichiro de la Liga del Pacífico de 18 años. Disparó un cuadrangular, dos dobles y empujó cuatro carreras para conducir a Japón a ganar 11-2 sobre Canadá para ganar la medalla de bronce. Se ubicó en el quinto lugar entre los atletas olímpicos con un promedio de bateo de .378 y la séptima con siete carreras anotadas.
Fue seleccionado por séptima vez al juego de estrellas para los Hawks, Johjima se convirtió en agente libre después de batear .309 con 24 cuadrangulares y 57 carreras impulsadas en 116 partidos durante la temporada del 2005, que fue interrumpida por dos lesiones, incluyendo una pierna rota.
Desde 1996 hasta 2005, Johjima bateó para .299 con 211 cuadrangulares y 699 carreras impulsadas en 1.117 partidos en la liga japonesa. Como receptor, Johjima había 6.321 salidas, con 572 asistencias y 48 errores en 6.941 ocasiones por medio de un .993 de fildeo. Se registró un .376 porcentaje sorprendido robando bases (222/591).

- Marineros de Seattle

El 21 de noviembre de 2005, Johjima y los Marineros de Seattle acordaron un contrato de $ 16.5 millones, para jugar en las siguientes tres temporadas en las Ligas mayores de béisbol.
Johjima se convirtió en el primer jugador japonés de jugar a tiempo completo en las ligas mayores como jugador de cuadro. El infielder Lenné Sakata, un japonés-americano nacido en Honolulu, jugó un partido con los Orioles de Baltimore en 1983.
El 3 de abril de 2006, Johjima e Ichiro Suzuki se convirtierón en el primer par de jugadores japoneses de posición en jugar en una misma alineación en un partido de la MLB (Liga Mayores de Béisbol).
Johjima bateó cuadrangulares en cada uno de sus dos primeros partidos de las ligas mayores contra los Angelinos de Los Ángeles de Anaheim el 3 y 4 de abril de 2006 en Seattle.
En el 2006 en su primera temporada con los Marineros, Johjima bateó para .291 con 18 cuadrangulares y 76 carreras impulsadas en 144 partidos. Sus 18 jonrones de la temporada fue un récord de la franquicia para los receptores. Johjima bateó .322 en agosto y .295 en la segunda mitad de temporada. 
Johjima ya jugando en los Estados Unidos progresa rápidamente en sus esfuerzos por aprender los idiomas Inglés y Español, con el fin de comunicarse con el cuerpo de lanzadores de los Marineros de Seattle. en el equipo se ha utilizado a menudo la frase, "Call me Jo."
El 1 de octubre de 2006 contra los Rangers de Texas, estableció el récord de más hits para un receptor novato con 147. El récord anterior era de 146. Kenji conectó su primer grand slam el 26 de mayo contra los Reales de Kansas City ante los lanzamientos de Brian Bannister, que también recibió un grand slam 14 de julio contra los Tigres de Detroit.
En el 2008 Johjima inicio 95 juegos en la receptoría, y ha jugado 3,112.2 entradas en las tres últimas temporadas, la quinta mayor en las mayores. sorprendiendo a 18 de 69 intentos de robo de base, el 15 de abril impulso su carrera 1500 de su carrera en el béisbol alcanzando el número con un doble (1.206 en Japón; 294 en Seattle). Johjima se robó el home 31 de mayo fue su primer robo de la casa, sólo el segundo robo desde el comienzo de 2007. El 25 de abril de 2008, los Marineros y Johjima acordarón una prórroga de tres años de contrato, sin embargo en el 2009 después de finalizar la temporada Johjima anula su contrato la cual le restaba 2 años para regresar a jugar a Japón, Johjima piensa terminar su carrera en el Béisbol jugando cerca de casa, Johjima en sus 4 temporadas con los marineros terminó bateando para .268 con 48 cuadrangulares y 198 carreras impulsadas en los 462 juegos que participó en las ligas mayores.

## Información Personal
Johjima reside actualmente en Sasebo, Japón con su esposa Maki y su hijo Yuta e hija de Miu, Johjima también cita cariño de sus hijos de Uwajimaya, una tienda japonesa de comestibles en Seattle, esa fue una de las razones por la cual firmó con los Marineros. Su pasatiempo favorito es la pesca de mar. Se rumorea que una de las razones por las que eligió firmar con los Marineros de Seattle fue la proximidad de Seattle a cuerpos de agua, y el Océano Pacífico. Algunos compañeros de equipo utiliza el apodo, Jo-mama, cuando se refieren a él.
Johjima una vez bromeó diciendo que se inscriban como "Georgie McKenzie" ( 'Joh-ma-ji-ji-Ken') en caso de que llegar a las Grandes Ligas. En Japón, el nombre de la familia viene primero, y luego el nombre dado. En el 2000, se inauguró un museo en su honor en su ciudad natal, Sasebo.